# Yota Egg

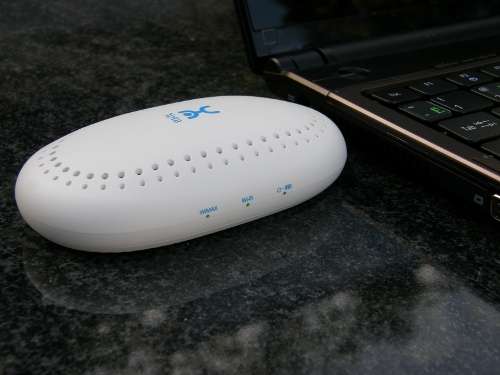

Yota Egg (другое название Interbro iWWR-1000R) — мобильный автономный сетевой шлюз между сетями WiMax и WiFi.
Это мобильная WiFi точка доступа с автономным питанием, подключающаяся к беспроводной сети стандарта IEEE 802.16e-2005 (Mobile WiMax) и обеспечивающая доступ в Интернет для устройств, не оборудованных адаптером WiMax. С помощью данного устройства к интернету могут подключаться любые устройства (ноутбуки, коммуникаторы, плееры, видеокамеры, игровые приставки и так далее), оснащённые адаптером Wi-Fi, работающим по протоколу IEEE 802.11 b/g, независимо от аппаратного и программного обеспечения. Подключить к Интернету можно сразу несколько компьютеров, при этом подключение для всех устройств будет общим.
Межсетевой шлюз позволяет объединить технологические преимущества WiMax и распространенность оконечных устройств WiFi. Достоинства данного устройства заключаются в его компактности, высокой автономности и способности очень быстрого (фактически мгновенного) развертывания сети популярного стандарта Wi-Fi с высокоскоростным доступом в Интернет в зоне покрытия WiMax. Это открывает возможности обеспечения доступом в Сеть различных неприспособленных для этого мест и помещений (с отсутствием электроснабжения, слабым уровнем сигнала внутри помещения и т.д.).

## Технические характеристики
- Время использования (при полном заряде):
  - При низкой загрузке: до 8 часов
  - При высокой загрузке: до 4 часов

- WiMAX:
  - Технологический стандарт: IEEE 802.16e-2005
  - Частотный диапазон: 2,5-2,7 ГГц
  - Мощность сигнала: 200 мВт

- Wi-Fi:
  - Технологический стандарт: IEEE 802.11b/g
  - Частотный диапазон: 2,4 ГГц
  - Мощность сигнала: 3 мВт

- Аккумулятор: Напряжение: 3,7 В, 2800 мА/ч
- Антенна: Встроенная антенна
- Размеры: 110×61,8×28,3 мм
- Вес: 130 г

«Яйцо» может быть запитано от USB порта. При этом потребляемый ток устройства составляет 2 А. Эта величина превышает максимально допустимый ток USB порта — 500 мА. Для того чтобы не сжечь контроллер порта, кабель имеет на конце две вилки, т.е. подключать модем необходимо сразу в два USB-порта.